# Lachnopterus elisabethae
Lachnopterus elisabethae là một loài bọ cánh cứng trong họ Cerambycidae.